# 安藤紫緒
安藤 紫緒（あんどう しお、1987年1月15日 - ）は、日本の女性俳優、声優。神奈川県出身。以前はスターダス・21に所属していた。

## 出演作品

### テレビアニメ
- コケッコーさん（チロル）

### 吹き替え
- パニッシャー・ウォーゾーン
- Black box night
- BONES（ヘイリー）

### 朗読
- ムーンライト・シャドウ

### 舞台
- とんぼがえりでひがくれて
- 三月の鮠
- 子供の時間
- 20XX年の恋
- 長女
- 湖の娘
- リボンの騎士〜鷲尾高校演劇部奮闘記〜（扉座公演）